# 马丁·什考拉
马丁·什考拉（捷克語：Martin Škoula，1979年10月28日—），捷克男子冰球运动员，场上位置是后卫。他曾代表捷克国家队参加2002年冬季奥林匹克运动会冰球比赛，获得第五名。